# Nooitgedacht (Aa en Hunze)
Nooitgedacht – wieś w Holandii, w prowincji Drenthe, w gminie Aa en Hunze.